# 勇往直前 (電視劇)
《勇往直前》（英語：On the Track or Off；前名《馬場風雲》）是王心慰監製作品。由香港電視廣播有限公司拍攝及製作的電視劇，全劇共40集。
演員包含馬浚偉、蔡少芬、趙學而、林文龍、石修、余詠詩、鄧一君、黃澤鋒、蘇志威、容錦昌及元華等，詳細名單如#演員一節。
故事描寫見習騎師生活，無綫得到香港賽馬會協助借出資料及場地以供拍攝，借供拍攝場地是香港賽馬會沙田馬場。邀請女見習騎師余詠詩於劇中演出陸穎恩一角。

## 上映時間
2003年於臺灣播出，劇集名稱為《馬場風雲》。曾於2002年11月，2008年7月28日至8月22日，在翡翠台，2012年4月12日及2021年2月24日在TVB星河頻道，2017年8月26日及2023年4月30日在TVB經典台（現稱為千禧經典台）重播。
| 翡翠台深夜劇集時段 星期一至五 03:15－05:00 | 翡翠台深夜劇集時段 星期一至五 03:15－05:00 | 翡翠台深夜劇集時段 星期一至五 03:15－05:00 |
| ------------------------------------------ | ------------------------------------------ | ------------------------------------------ |
|                                            | 勇往直前 （2008.07.28 － 2008.08.22）      |                                            |
| 悲傷戀歌 （2008.07.07 － 2008.07.24）      | 商道 （2008.11.24 － 2009.01.08）          |                                            |

## 記事
- 2000年1月1日凌晨於跑馬地馬場舉行的千禧盃賽事在第40集中播出，跑獲冠軍的『歡騰』被改名為『杜拜飛駒』，其餘馬名則維持不變。
- 2000年6月25日：1999-2000年度馬季煞科，劇組到沙田馬場作實景拍攝，令馬迷注目。
- 2001年4月5日：此劇於15:00在尖沙咀海運大廈露天廣場舉行「勇往直前首映禮」宣傳活動。

## 演員
- 馬浚偉飾甘元
- 蔡少芬飾陸穎怡
- 趙學而飾陸穎彤
- 林文龍飾徐耀東
- 石修飾馮偉文
- 余詠詩飾見習騎師陸穎恩
- 鄧一君飾見習騎師郭炳安（影射梁明偉）
- 黃澤鋒飾騎師馮達昌（影射錢健明）
- 蘇志威飾莊有為
- 容錦昌飾劉天成雙魚河魔鬼教練（影射劉同安）
- 元華飾甘國華（甘元父親）
- 黃德斌飾董浩楷
- 朱永棠飾楊健基
- 劉玉翠飾馬伕唐少甜
- 郭政鴻飾馬池
- 梁健平飾左國柱（影射簡炳墀）
- 張智軒飾見習騎師羅思捷
- 潘文重飾見習騎師何樹根
- 林卓鵬飾見習騎師王小平
- 鄧永光飾見習騎師邱立群
- 徐榮飾ERIC（雙魚河宿舍管家）
- 谷峰飾林贊練馬師
- 成珈瑩飾真真
- 成展權飾康仔
- 程可為飾方婉蘭
- 朱咪咪飾張小琴（豬媽）
- 馮素波飾麥可秀
- 余子明飾卓一棠
- 蔡國慶飾高超
- 莫家堯飾徐耀南
- 陳狄克飾馬伕管拾
- 艾威飾郭耀森（針對甘元）
- 曾偉明飾何橋
- 凌禮文飾初哥
- 招石文飾阿全
- 羅君左飾JET
- 曾健明飾馬老闆
- 譚權輝飾細輝
- 魏惠文飾炳哥
- 鄧健邦飾肥山
- 廖麗麗飾馬伕蓮姐
- 黃梓瑋飾馬伕
- 黃振威飾馬伕
- 嘉駿飾馬伕
- 張漢斌飾馬伕
- 陳安琪飾CAT
- 蒲茗藍飾ALAN
- 甘子正飾DAVE
- 楊證樺飾BOY
- 梁智達飾莫世康
- 章志文飾保安
- 盧永匡飾學員
- 張國洪飾學員
- 鄭凱琳飾學員
- 黃天鐸飾任生
- 周家怡飾祕書
- 李明麗飾啤酒推銷員
- 蔣克飾騎術訓練員
- 鍾建文飾騎術訓練員
- 河國榮飾祈彼得
- 陳勉良飾雄
- 王啟翎飾圖書館職員
- 林芷恩飾ANNIE
- 李子奇飾蔡子莫
- 傅劍虹飾董浩楷助手
- 陳念君飾記者
- 彭冠中飾記者
- 趙永洪飾記者
- 黎萱飾龍婆
- 方傑飾獸醫
- 周凱珊飾JENNY
- 鄧英敏飾王監製
- 駱應鈞飾何生
- 華忠男飾大耳窿
- 陳少邦飾古惑仔
- 林偉雄飾古惑仔
- 李國麟飾曾國權
- 馮曉文飾曾太
- 游颷飾卡拉OK老闆
- 陳榮峻飾受薪董事霍文
- 譚一清飾受薪董事
- 戴少民飾ICAC徐志恆
- 飾ICAC張家華
- 麥子雲飾外圍佬昆哥（影射吳兆秋）
- 鄺佐輝飾檢控官
- 邱萬城飾律師JAMES
- 葉振聲飾PETER
- 郭卓樺飾占
- 駱穎豪飾評述員
- 林遠迎飾KENNY
- 湯俊明飾亮
- JoeJunior飾朱育德
- 林小湛飾朱太
- 李岡龍飾敬
- 李鴻杰飾四哥
- 邵卓堯飾發
- 麥嘉倫飾馬經紀
- 李家鼎飾FRED
- 古明華飾勇
- 王維德飾JOHN
- 林佩君飾寶
- 宋芝齡飾菁
- 殷櫻飾余小姐
- 尤程飾主持
- 鄧汝超飾商家
- 張鴻昌飾馬主
- 王偉樑飾林家強
- 馬國明飾電視台攝影師
- 傅劍虹飾楷助手

## 外部連結
- 無綫電視官方網頁-勇往直前
- 無綫電視官方網頁（TVBI）-勇往直前（页面存档备份，存于）